# Un pezzo di paradiso
Un pezzo di paradiso (Can't Be Heaven o Forever Together) è un film del 2000 diretto da Richard Friedman.

## Trama
Il dodicenne Danny si è innamorato di una compagna di classe, ma è costretto a confrontarsi con un rivale che gli darà molto filo da torcere. Gli viene in aiuto uno strano ragazzo, Hubbie, che lo guida nel magico e doloroso mondo dell'amore. Danny che ama suonare il sassofono trova in Hubbie, famoso musicista degli anni Trenta, un maestro in grado di insegnargli tutti i trucchi del mestiere. Il fatto è che Hubbie è morto e Danny lo ha incontrato mentre si trovava al cimitero a trovare il padre morto qualche anno prima. Il fantasma di Hubbie, primo grande amore della nonna di Danny, lo aiuta a risolvere i suoi problemi con Julie.